# ريتشارد جوزيه
ريتشارد جوزيه (بالإنجليزية: Richard Jose)‏ هو مغني أمريكي، ولد في 5 يونيو 1862، وتوفي في 20 أكتوبر 1941.